# 柯尼希斯海恩
柯尼希斯海恩（德語：Königshain），是德国萨克森州的市镇，隶属于格尔利茨县。总面积为19.58平方千米，截至2023年12月31日总人口为1,194人。